# XX emotion
『XX emotion』（ダブルエックス・エモーション）は、FLiPの2枚目のアルバムである。

## 内容
カップリング含む、シングル収録曲4曲及び「FLiPワンマンライブツアー2012 “女子力アップ×2 TOUR”」で披露した「Shut Up, Men!」を含めた、2枚目のフルアルバム。

## 収録曲
全編曲:いしわたり淳治・FLiP
1. CHERRYBOMB
作詞：渡名喜幸子　作曲：FLiP
2. ワルサー
作詞：いしわたり淳治・長堂祐子　作曲：FLiP
3. エミモア
作詞：いしわたり淳治・渡名喜幸子　作曲：渡名喜幸子
4. ワンダーランド
作詞：いしわたり淳治・渡名喜幸子　作曲：渡名喜幸子
5. Everything is alright
作詞：いしわたり淳治・渡名喜幸子　作曲：渡名喜幸子
6. YUKEMURI DJ
作詞：いしわたり淳治・長堂祐子　作曲：渡名喜幸子
7. 最後の晩餐
作詞：いしわたり淳治・宮城佐野香　作曲：FLiP
8. Shut Up, Men!
作詞・作曲：渡名喜幸子
9. ホシイモノハ
作詞：いしわたり淳治・渡名喜幸子　作曲：FLiP
10. でも maybe
作詞：いしわたり淳治・長堂祐子　作曲：渡名喜幸子
11. 今夜月で会いましょう
作詞：いしわたり淳治・宮城佐野香　作曲：渡名喜幸子
12. ふつつか少女
作詞：いしわたり淳治・長堂祐子　作曲：FLiP
13. GHOST BUSTER
作詞：いしわたり淳治・渡名喜幸子　作曲：渡名喜幸子